# 大阪瓦斯
大阪瓦斯（日语：大阪瓦斯株式会社)是一家日本煤气和电力公司。服务范围涵盖近畿地方。和東京瓦斯、東邦瓦斯、西部瓦斯并称日本四大都市瓦斯公司。

## 历史
1897年4月10日建立，1949年5月16日上市，后加入日經平均指數，是三和集团和大轮会成员之一。